# Карлстадські угоди
Карлстадські угоди — домовленості про розірвання Шведсько-норвезької унії, що відбулися в шведському місті Карлстад.
13 серпня 1905 року в Норвегії відбувся Норвезький референдум, (368 208 — «за», 184 — «проти»), який поклав кінець унії між державами.
31 серпня дві держави стягнули війська в околиці Карлстаду. Шведські політики правих поглядів висловилися за жорсткий підхід до цієї проблеми, тобто військові дії. Дослідники встановили, що шведський король вже на початку визначив, що краще втратити союз, ніж ризикувати війною з Норвегією. Майже 100 % підтримка громадського населення робила рух за незалежність законним. Тим більше на боці Норвегії були великі європейські держави і Швеція побоюючись бути ізольованою в разі військових дій, 26 жовтня 1905 року, визнала незалежність Норвегії та її нового короля Хокона VII.
Норвегія стала окремим королівством, незалежність та недоторканність якого були гарантовані Великою Британією, Францією, Німеччиною та Росією за договором укладеним в Християнії (Осло) від 2 листопада 1907 р.